# Nymphalis meilhani
Nymphalis meilhani är en fjärilsart som beskrevs av John Charles Frémont 1926. Nymphalis meilhani ingår i släktet Nymphalis och familjen praktfjärilar. Inga underarter finns listade i Catalogue of Life.